# 1 E16 m²
Som en hjælp til sammenligning af størrelsesforhold mellem forskellige overfladearealer, er her en liste over områder mellem 10.000 millioner km² og 100.000 millioner km². 
- Områder mindre end 10.000 million km²
- 44.000 millioner km² — Saturn – planet i Solsystemet
- 64.000 millioner km² — Jupiter – planet i Solsystemet
- Områder større end 100.000 million km²

## Ekstern henvisning
- Konverteringsmaskine mellem areal-enheder Arkiveret 10. november 2004 hos  Wayback Machine